# Шадрин, Станислав Юрьевич
Станисла́в Ю́рьевич Ша́дрин (6 февраля 1964, Челябинск — 28 февраля 2018, Челябинск) — советский хоккеист, российский тренер.

## Биография
Родился в 1964 году в Челябинске. Воспитанник спортивного клуба ЧТЗ (первый тренер В. А. Угрюмов). Всю игровую карьеру выступал в составе челябинских клубов «Трактор» (высшая лига чемпионата СССР) и «Металлург»(первая и вторая лиги чемпионата СССР). Завершил карьеру в сезоне 1996/97 годов в челябинском клубе «Коммунальник-ЧГАУ» В составе «Трактора» провёл 9 сезонов, проведя за команду более 250 матчей и набрав 68 (52+16) очков (по другим данным − 67 (52+15) очков).
Тренерскую работу продолжил в Челябинске с детскими и юношескими командами. После создания МХЛ в 2009 году стал главным тренером «Белых Медведей», а в 2011/2012 годах возглавлял кирово-чепецкую «Олимпию». В дальнейшем вновь вернулся к работе с юношескими коллективами Челябинска. Неоднократно включался в тренерский штаб юниорской сборной России.
Воспитал многих известных хоккеистов: Данилу Алистратова, олимпийского чемпиона Вячеслава Войнова и многих других.
Умер 28 февраля 2018 года в больнице Челябинска, где провёл несколько дней, от осложнений, связанных с заболеванием сердечно-сосудистой системы..